# Edmondo Ferrero
Edmondo Ferrero (Asti, 27 luglio 1924 – Genova, 15 luglio 2013) è stato un politico italiano.

## Biografia
Esponente della Democrazia Cristiana, ha seduto nel Consiglio regionale della Liguria ininterrottamente dalla I alla VI legislatura (1970-2000). Nel gennaio 1992 è stato eletto presidente della Regione Liguria, rimanendo in carica fino a luglio 1994. Dopo lo scioglimento della DC aderisce a Forza Italia, con cui viene rieletto consigliere regionale nel 1995, restando in carica fino al 2000.
Muore nel luglio 2013, pochi giorni prima di compiere 89 anni.